# Lazare Gianessi
Lazare Gianessi est un footballeur français, né le 9 novembre 1925 à Aniche (Nord) et mort le 10 août 2009 à Concarneau (Finistère). Ce joueur d'origine italienne a évolué comme défenseur dans les années 1950. Comptant 14 sélections avec l'équipe de France, il fut notamment sélectionné pour disputer la Coupe du monde 1954 en Suisse.

## Biographie
Lazare Gianessi signe sa première licence  au CS avionnais, avant de rejoindre le RC Lens en 1943. Avec les Sang et Or, il remporte la Coupe du Nord des juniors.
Ensuite, il joue à l'Olympique Saint-Quentin de 1946 à 1949, au CORT de 1949 à 1953 et à l'AS Monaco de 1953 à 1955. Souple, sobre, très bon technicien, il passe avec bonheur de l'aile à la défense, sur les conseils du gardien Julien Darui
International en 1952, il participe à la Coupe du monde de 1954 en Suisse. Malheureusement, une grave affection pulmonaire met fin à sa carrière alors qu'il n'a pas vingt-neuf ans. Il termine définitivement sa carrière en amateur comme entraîneur-joueur à l'Hermine de Concarneau.
Il est ensuite entraîneur entre 1959 et 1978 dans de nombreux clubs amateurs, à Concarneau, Trun, Villerupt, Port-Brillet, puis à nouveau Concarneau où il prend sa retraite.
Une tribune portant son nom est inaugurée le 25 mai 1985 au nouveau stade Blin  à Avion.

## Palmarès
- International français A de 1952 à 1954 (14 sélections)
- Vainqueur de la Coupe Drago en 1959 avec le Racing Club de Lens
- Vice-Champion de France D2 en 1953 avec l'AS Monaco